# Isogaetis thymoma
Isogaetis thymoma är en insektsart som beskrevs av Ronald Gordon Fennah 1969. Isogaetis thymoma ingår i släktet Isogaetis och familjen sporrstritar. Inga underarter finns listade i Catalogue of Life.